# Alberto Rubén González
Alberto Rubén González (Buenos Aires, Argentina, 22 de octubre de 1947) es un exfutbolista argentino que jugaba como volante.

## Trayectoria

### Vélez
González debutó en Vélez en 1969 y en 1970 llegó a la final de la Copa Argentina, marcando un gol en la final de ida, pero la final de vuelta no se disputó.Jugó en el fortín hasta 1970.

### Independiente
En 1971 llegó a Independiente y fue parte del equipo que se coronó campeón metropolitano de ese año.

### Los Andes
En 1972 fue transferido a Los Andes. En el mil rayitas jugó hasta 1973.

### Atlético Tucumán
En 1973 llegó a Atlético Tucumán. En su primer año vistiendo la camiseta del decano, se consagró campeón de la Liga Tucumana. En Atlético también disputó los Nacionales de 1973 y 1974.

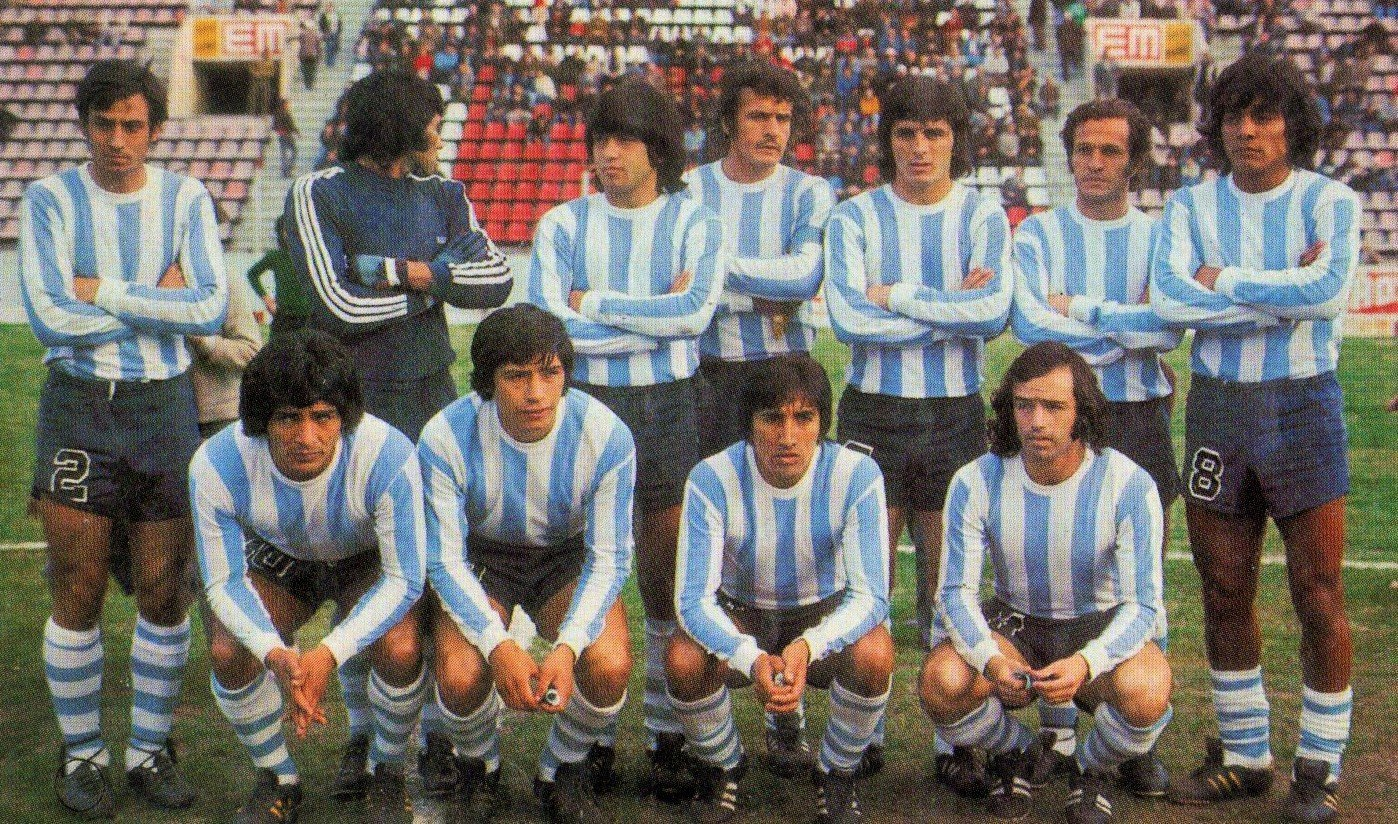
Formación de Atlético Tucumán en 1973.

### Tigre
En 1975 volvió a Buenos Aires para sumarse a Tigre. En el equipo de Victoria jugó hasta 1976.

### Petrolero
En 1977 tuvo su primera experiencia en el exterior, cuando viajó a Bolivia para jugar en Petrolero. En el equipo de Yacuiba jugó hasta 1978.

### Comunicaciones
Luego de su paso por el fútbol boliviano, González se sumó a Comunicaciones, donde se retiró del fútbol.

## Clubes
| Club             | País      |
| ---------------- | --------- |
| Vélez            | Argentina |
| Independiente    | Argentina |
| Los Andes        | Argentina |
| Atlético Tucumán | Argentina |
| Tigre            | Argentina |
| Petrolero        | Bolivia   |
| Comunicaciones   | Argentina |

## Palmarés
| Título                   | Equipo           | País      | Año  |
| ------------------------ | ---------------- | --------- | ---- |
| Campeonato Metropolitano | Independiente    | Argentina | 1971 |
| Liga Tucumana            | Atlético Tucumán | Argentina | 1973 |